# 開路電壓

開路電壓的定義：方塊內是二個端子的電子設備（像是電池或太阳能电池）。二個端子沒有連接到其他電路（開路），因此經過端子的電流為零。兩個極子之間的電壓v_{oc}即為設備的開路電壓

Black curve：太阳能电池在不集中的陽光下，在肖克利-奎伊瑟极限下的最大可能開路電壓，是半導體能隙的函數。紅色的虛線表示電壓始終小於能源電壓（黑色）

開路電壓（縮寫為OCV、VOC、Voc）是電子設備未連接其他电路的情形下，其二個端子之間的電壓。此情形下沒有連接负载，端子上沒有電流。開路電壓也可以看成是若要讓太阳能电池或电池不輸出電流，需要提供的反向電壓。在電路分析中也會將開路電壓稱為戴维南電壓。
標示太阳能电池及电池的開路電壓時，一般也會同時標示其運作條件（電量狀態、照度、溫度等）。
太阳能电池及电池的電位差，一般就是指開路電壓。
换能器開路電壓的值等於其電動勢（emf），也就是在沒有提供電流時的最大電位差。

## 例子
考慮以下電路
若要找到5Ω電阻器上的開路電壓，需將其和其他電路斷路
為了要找迴路1裡的電路，需要先計算其等效電阻。利用欧姆定律配合電流，找到電阻C上的電壓降。因為沒有電流流過電阻B，上面也不會有電壓降，不會影響開路電壓。
開路電壓即為電阻C上的電壓降，也就是{\textstyle {\frac {C}{C+A}}\ 100\ V_{\sim }\ .}
也有其他的方式可以計算開路電壓。